# Boffres
Boffres – miejscowość i gmina we Francji, w regionie Owernia-Rodan-Alpy, w departamencie Ardèche.
Według danych na rok 1990 gminę zamieszkiwało 510 osób, a gęstość zaludnienia wynosiła 17 osób/km² (wśród 2880 gmin regionu Rodan-Alpy Boffres plasuje się na 1137. miejscu pod względem liczby ludności, natomiast pod względem powierzchni na miejscu 219.).

## Galeria

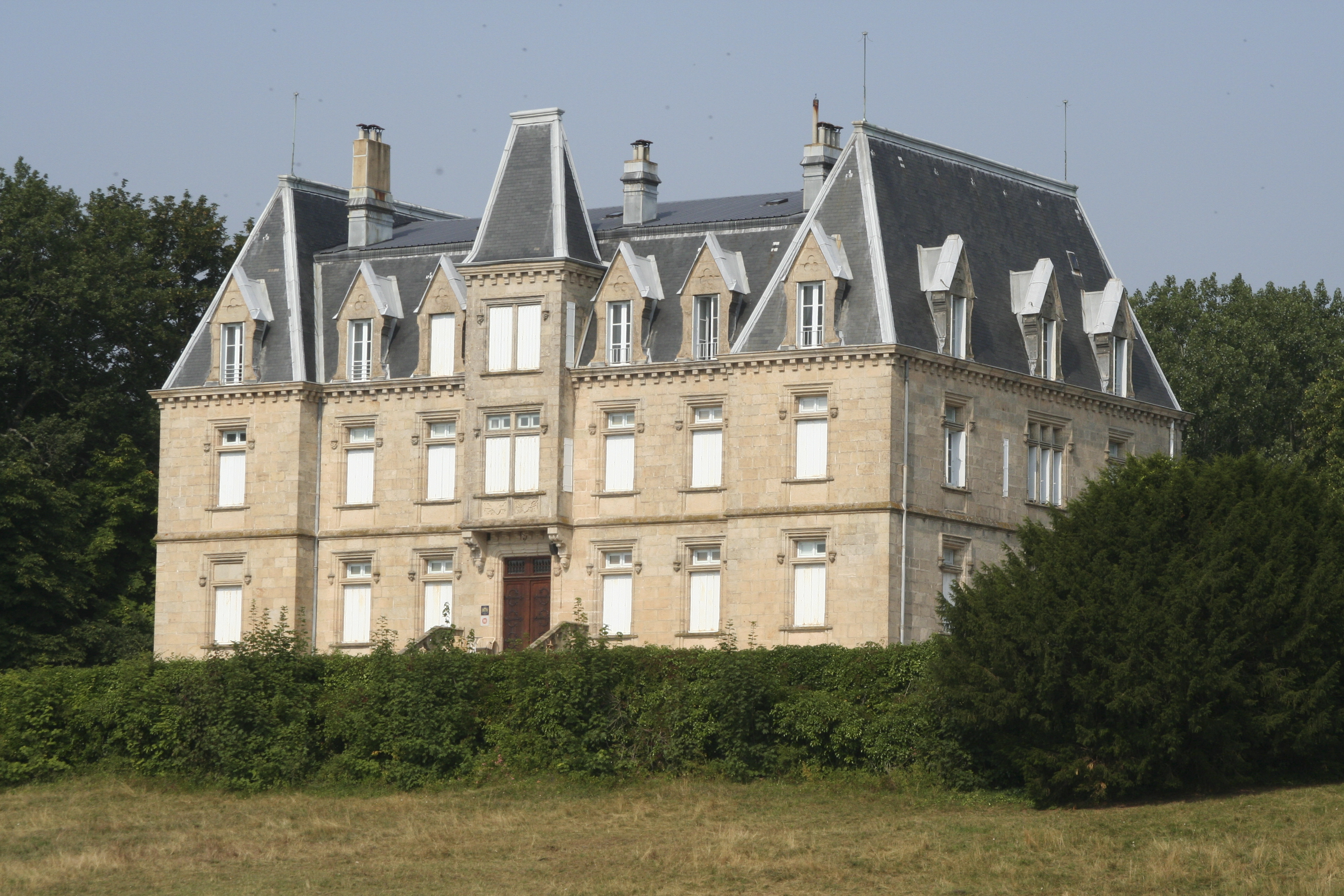
Zamek Faugs (2007)
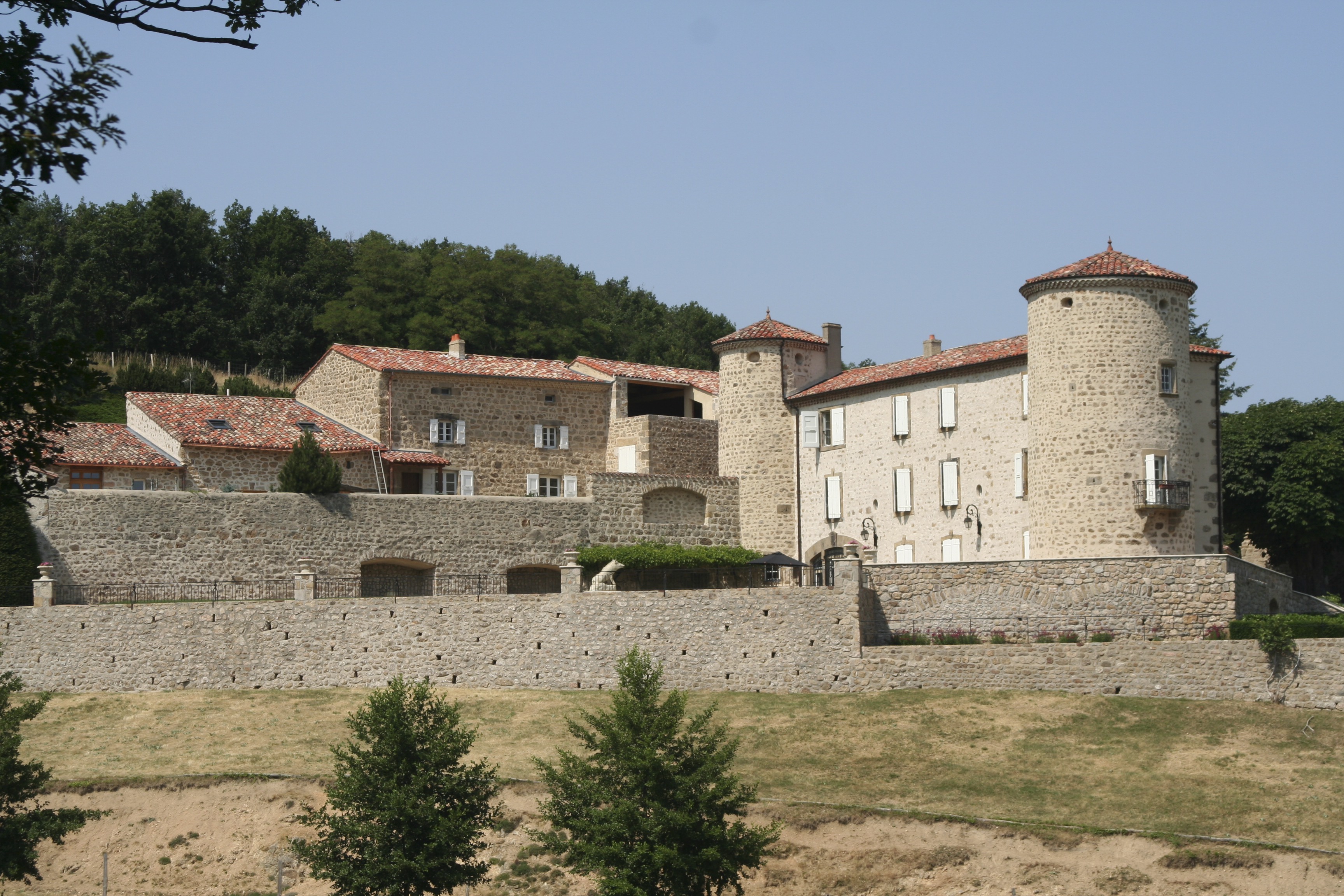
Zamek Cachard (2008)